# DS30M
DS30M Mark 2 — артиллерийская система, состоящая из 30-мм пушки Mark 44 Bushmaster II на автоматизированной платформе. Разработана для защиты фрегатов Королевского флота от быстроходных ударных кораблей, вооруженных ракетами малой дальности, реактивными гранатомётами, пулеметами или взрывчаткой.

## Описание
Система DS30M Mark 2 состоит из 30-мм пушки Mark 44 Bushmaster II  на полностью автоматизированной установке или с ручным управлением  при помощи выносного электрооптического директора (ЭОД).  Пушкой и ЭОД можно управлять с удаленной консоли оператора. Оружие представляет собой гиростабилизированную, электрическую, автономную одиночную артиллерийскую установку с возможностью выбора оружия, режима управления и прицелов. Он имеет низкие магнитные, радиолокационные и инфракрасные сигнатуры, а также хорошую доступность, надежность и ремонтопригодность.  Теоретически система двойной подачи серии Bushmaster позволяет оператору выбирать тип боеприпасов для стрельбы по различным целям.

## История
В августе 2005 года группа по разработке интегрированных морских артиллерийских и ракетных систем (Maritime Gunnery and Missile Systems Integrated Project Team)  Министерства обороны Великобритании заключила с MSI-Defense Systems (часть MS International PLC) контракт на поставку в общей сложности 26 систем автоматизированных малокалиберных орудий (ASCG) для установки на 13 фрегатах типа 23 Королевского флота в рамках программы модернизации обороны литоральных кораблей от малых надводных целей. Сумма контракта составила более 15 млн фунтов (30,7 млн долларов США). Система была куплена после того, как командование флота и Управление по оснащению Министерства обороны Великобритании выявили пробел в способности флота защищаться от атак большого количества малых быстроходных целей.
MSI провела наземные испытания на полигоне Eskmeals Firing Range в Камбрии. В середине 2007 года MSI поставила первые две установки, которые были установлены на HMS Somerset в августе 2007 года и использовались в ходовых испытаниях на полигонах в проливе Ла-Манш, начиная с октября 2007 года.
В 2008 году консалтинговая компания CORDA (часть BAE Systems ) получила от Центра оборонных технологий и инноваций Министерства обороны Великобритании контракт на сумму 300 000 фунтов на проведение исследований  для оценки уровня защиты британских военных кораблей от 30-мм малокалиберных орудий. В исследовании, которое проводилось в Морской военной школе, на тренажерах изучались действия операторов для количественной оценки эффективности системы вооружения при поражении нескольких скоординированно атакующих целей.
В 2019 году на борту HMS Sutherland были проведены испытания по установке и работе легких противокорабельных ракет Martlet на модифицированной 30-мм артиллерийской установке. Хотя испытания были признаны успешными, официального подтверждения того, поступят ли корабельные установки в эксплуатацию, не поступало.  

## Страны-эксплуатанты
Великобритания
- Система установлена на фрегатах Тип 23 Королевского флота, патрульных кораблях серии II типа River, минных тральщиках типа Hunt и RFA Wave Ruler. [6] [7]

Ирак
- Система установлена на пятнадцати патрульных катерах Swiftships ВМС Ирака . [8]

Оман
- Система установлена на корветах типа Khareef Королевского флота Омана . [9]

Таиланд
- Система устанавливается на фрегатах типа HTMS Пумипон Адульядет и Наресуан,  десантных кораблях типа HTMS Angthong, и патрульных катерах типов HTMS Krabi, Laemsing и Tor [10]

Малайзия
- Используется Королевским флотом Малайзии на шести фрегатах типа Maharaja Lela, двух фрегатах типа Lekiu, двух корветах типа Kasturi и двух патрульных кораблях типа Gagah Samudera

 Бразилия
- Используется ВМС Бразилии. Системой оснащены три корвета типа Amazonas и многоцелевой авианесущий корабль «Атлантико».

## Внешние ссылки
- SEAHAWK